# 朱銘 (雕塑家)
朱銘（1938年1月20日—2023年4月22日），本名朱川泰，台灣雕塑家，苗栗縣通霄鎮人，天主教輔仁大學名譽博士。朱銘吸收台灣數百年來的木雕藝術精髓，早期以鄉土主題，如「牛」、「牧童」等雕刻出名，並以《太極系列》打出一片天，以身體為核心所實踐出的太極拳的身體動作，創造出中國雕塑的嶄新表現與美學體驗；此後，朱銘《人間系列》刻畫眾生百態，以去形存神的手法表現自己對世間的觀照，以其現代性與傳統性兼具的特質，對雕塑的未來投入無窮的創造性，使朱銘成為台灣當代美術界的代表藝術家之一。
從苗栗通霄的傳統木雕師傅，蛻變成享譽國際的藝術大師，並且創立朱銘美術館，發願種活藝術的種子，朱銘畢生貫徹其「藝術即修行」的理念。雲門舞集創辦人林懷民說：「我從朱老師身上學到一個事情就是，台灣人、台灣夢的一個追尋，台灣的生命力。」
英國著名的中國藝術史學者麥克‧蘇立文（Michael Sullivan）認為朱銘《太極系列》與大部份優秀的《人間系列》中，表露出深沉的人性關懷、對媒材的掌握以及對形式的熱情。獨特的形式使朱銘成為世界當代雕塑的先鋒。

## 經歷
朱銘於1938年出生於日治台灣新竹州苗栗郡通霄庄，父親朱李記，母親為王愛。本名為朱川泰，為家中么子，上有五位哥哥和五位姐姐，由於出生時父母親的歲數相加為92歲，故童年時小名「九二」。
1953年，朱銘跟隨鎮上媽祖廟（慈惠宮）的雕刻師李金川學習雕刻及繪畫手藝，開啟雕刻生涯。 經過傳統的3年4個月的學習出師後，朱銘先後在基隆、通霄等地擔任雕刻師傅，逐漸累積了雕刻的歷練。1961年朱銘迎娶同鎮女孩陳富美為妻，為愛侶雕塑的〈玩沙的女孩〉，為其日後知名作品之一。此時期的朱銘，除了雕刻工藝品的事業外，更有心尋找一條通往藝術創作的道路。因此期間朱銘開始嘗試以藝術類作品參加競賽，1966年作品〈相悅〉曾獲選台灣省第21屆全省美術展覽會雕塑部優選獎，隔年〈久別〉更獲台灣第22屆全省美術展覽會雕塑部第3名。

### 踏入藝術領域
1968年，朱銘毛遂自薦，帶著自己刻的〈慈母像〉、〈玩沙的女孩〉毅然拜楊英風為師，擔任門下徒弟八年，從工藝雕刻正式踏入藝術創作領域，翌年移居台北縣板橋鎮（今新北市板橋區）江子翠一帶定居，楊英風重精神、重靈性的創作理念，深深地影響朱銘，教導朱銘「丟」的儉樸道理，拋開手上臻精湛熟練的技法和留在腦海中的形式以保留神韻的概念，使朱銘掌握了藝術美學的觀念。1976年3月，朱銘在國立歷史博物館首次舉辦個展，各界佳評如潮，他創作的〈同心協力〉等充滿鄉土形象的作品，廣受台灣文化界重視及討論，《中國時報》人間副刊一連五天以專文介紹，日後被視為1970年代台灣美術鄉土運動的重要象徵，也奠定他在藝壇的位置。這年朱銘更獲獎無數，5月榮獲中國文藝協會第十七屆文藝獎章，以表彰其在雕塑領域的傑出表現。緊接著9月再以「從事木刻研究極具創意」之由獲得第14屆十大傑出青年的榮銜。12月以〈同心協力〉、〈文聖〉、〈偉人〉、〈正義〉等木刻22件得到第2屆國家文藝獎的肯定。該年成為奠下朱銘邁入藝術殿堂的堅穩基石。
但是朱銘卻並未停留於鄉土的造形，他又發展出日後知名的《太極系列》。這一新的創作嘗試，源自於楊英風建議其學習太極拳，啟發朱銘更進一步探索文化的精奧，來深化成熟自身的藝術層次。更由此學習太極的過程，體悟簡化了「形」，更得以增加「精神」的內涵。如此一來，朱銘作品有了精神性的面貌與內涵，更獨創出個人的雕塑風格。
1977年，朱銘首次赴國外展出，地點是日本東京中央美術館，展出28件木雕的《太極系列》作品。此次展出贏得當地藝壇的高度評價。朝日新聞與產經新聞均以鮮有的篇幅報導來刊登朱銘作品的照片和簡介。日本國立京都美術館館長河北倫明更言：「朱銘是有重量感的，這點和日本近代雕刻家相同；朱銘是有動感的，這也和日本近代雕刻家相同。但是日本雕刻家中卻沒有人像朱銘一樣兼具兩種特性。」1978年，作品〈太極系列—單鞭下勢〉被日本雕刻之森美術館收藏。

### 確立自我風格時期
1980年代之後，朱銘全面發展其藝術創作，此時朱銘《太極系列》已廣受推崇，然而，他並未以此自限，更開始了藝術生涯的另一個突破，醞釀思索一種生活化且具自由精神的創作主題，因此他在台灣時即嘗試雕刻了小型的《人間系列》作品，並在1980年首次赴美前往紐約，他說：「我到美國去，是踏出國際的第一步，我認為非常重要。」 在這個藝術風氣自由奔放的國度中，讓朱銘更加肯定新作《人間系列》多元開放的性格特色。
朱銘曾在訪談中表示，他一直想要走向國際，《鄉土系列》是地方性的語言，而《太極系列》雖然具有國際性，但很難再發揮，太極精神、太極架式也都不是能夠隨心所欲的主題；去美國看到普普藝術就信心十足，「普普藝術的作法跟我的態度很類似、很契合，非常具有個性、創作態度一樣。所以我就確信走《人間系列》是對的。」
1980年至1986年間，朱銘五度赴美創作，並在紐約陸續舉辦過五次展覽，這段經歷對朱銘的影響就像剝洋蔥般具有多層次的意義，它不僅是朱銘踏出國際重要的一步，而是讓他更上一層樓，獲得西方藝術圈的注意。其次，這也是他自我印證的地方，經美國的鏡射，讓朱銘更看清楚自己，讓他能確認以後要發展、要走的路，也更有自信。第三，在創作上也解放了，接受普普藝術的洗禮後，使他的藝術更自由、更大膽、更沒有傳統的包袱 。
英國藝評家房義安（Ian Findlay）評析：「《人間系列》的出現，意謂著朱銘藝術觸覺與技巧的更上層樓，呈現著不曾見於《太極》的張力。」曾為朱銘經紀的國際策展人張頌仁則指出：「如果《太極》的藝術特徵是近乎宗教藝術的超人力量，那麼《人間系列》就是飽食人世煙火的世俗眾生相。創作《太極》需要大氣魄，塑造《人間》則必須細膩的感觸和嫻熟的技巧。《太極》和《人間》可說是相輔相成的一個整體，有了《人間》，朱銘的藝術世界才算完備，才能成就一個現代的雕塑大師。」

### 讓世界看見臺灣
1984年朱銘的個展擴及東南亞，從菲律賓、泰國到新加坡都能看到這位台灣藝術家的身影，1990年貝聿銘設計的香港中國銀行大廈落成啟用，同時發表貝聿銘邀請朱銘為此大樓設計的景觀雕塑〈太極系列—和諧共處〉，二位大師作品交相輝映，蔚為佳話。
朱銘1991年正式進軍歐洲藝壇，在英國倫敦的南岸藝術中心展出《太極系列》雕塑，同年法國的登克爾克現代美術館則展出《人間系列》。朱銘在歐洲的展覽可說是以《太極系列》和《人間系列》雙頭並進，作品的豐沛生命力也贏得海外讚譽。
1995年朱銘在日本箱根的雕刻之森美術館舉辦大展，而1997年他在法國巴黎梵登廣場的大展，象徵其國際藝術聲望已達巔峰。1999年朱銘在盧森堡、比利時與威尼斯陸續舉辦展覽，並有作品被當地收藏。2003年在德國的國際戶外雕塑大展，展出的地點為柏林市主要大道菩提樹下大街及柏林市重要歷史地標伯蘭登廣場（Barandnburg Gate）的西側區。之後還有2006年與2010年在中國北京、2014年在香港藝術館的「刻畫人間—朱銘雕塑大展」，這些展覽都代表著一位藝術家的堅持和努力。朱銘的成功，不是偶然的奇蹟，而是一位台灣藝術家追求並且實踐夢想的真實過程。

### 後期活動

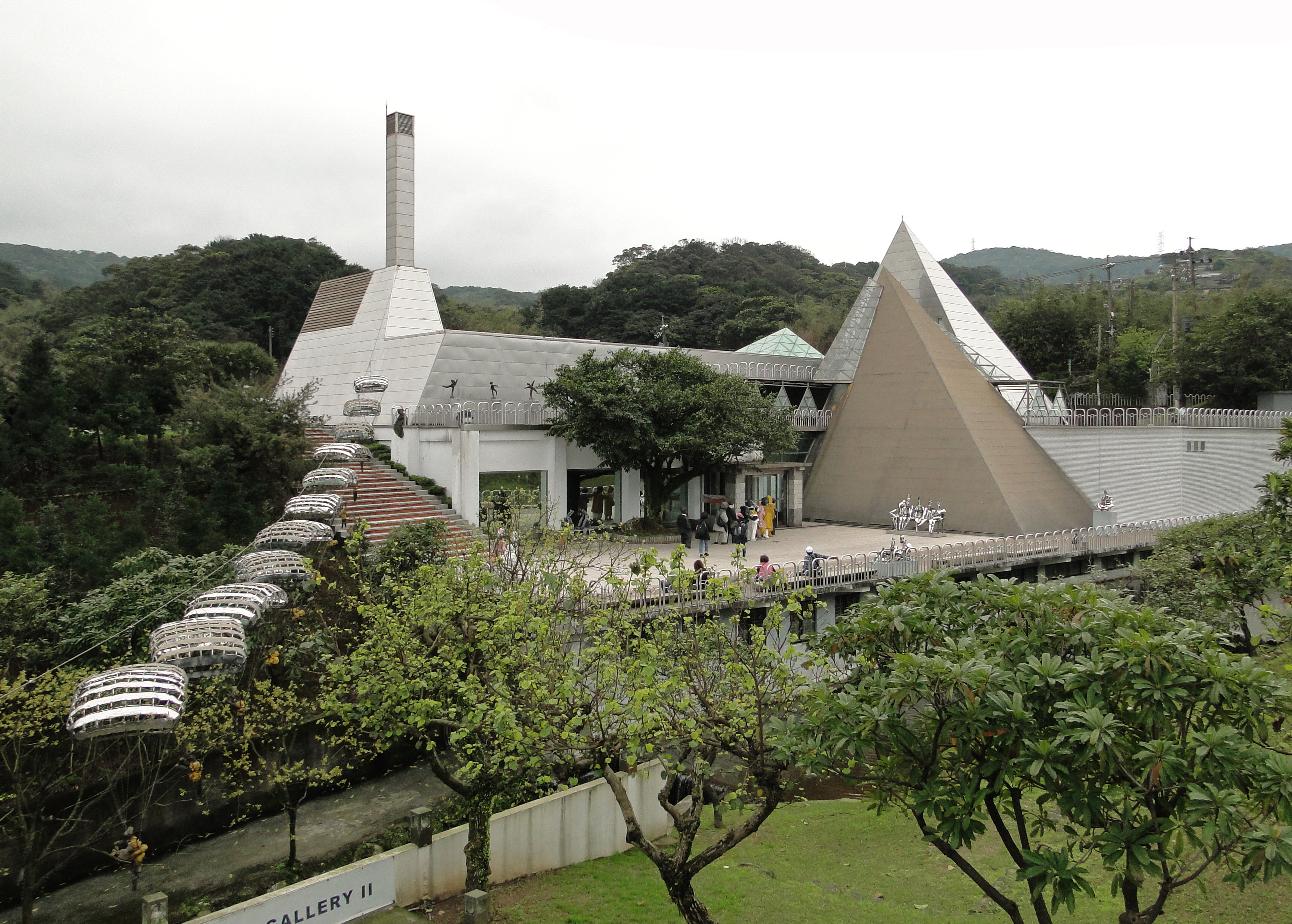
朱銘美術館

1987年，朱銘在台北縣金山鄉（今新北市金山區）西勢湖處進行美術館的創建籌備，美術館園區的規劃、整地、建築設計與施工，則由朱銘親自參與，1999年，傾注朱銘一生積蓄和12年漫長的辛勞，朱銘美術館正式開幕，美術館成為他最大的一件作品並獲得當年日本東京創新大獎（Tokyo Creation Award）海外獎。
此時期的朱銘在藝術創作上更不斷突破創新，2000年時，用抽象形式的〈太極系列—太極拱門〉完美詮釋太極氣韻流轉的深意，來為太極系列劃下圓滿的句點。 2005年發表〈人間系列－三軍〉作品，包含了抗戰英雄、現代的陸、海、空三軍四種主題，整個創作時間歷時四年，作品總件高達數三百餘件。三百多件軍人雕像都是經過精心創作，每件都是獨立的雕塑藝術品。〈人間系列－三軍〉強調整體的視覺展呈，是結合雕塑、裝置與行動藝術的鉅作；經由部署軍隊落實裝置藝術，並由總統親臨閱兵，實現一場行動藝術。「三軍」的完成讓《人間系列》發展愈臻成熟、愈走向完整性。 
2007年開始，朱銘《人間系列》的色彩開始轉變，轉為白色。朱銘：「以後，我的雕刻上色只用白色……，這是一種成長！」白色的色彩嚐試，抽離以往利用彩色的說明性與裝飾性來描述作品身分與情境的表現方式，宣示著朱銘的藝術創作，將以呈現更純粹的造形世界，更力求透視本質的材質語彙為新方向。 
朱銘的藝術成就持續獲得肯定。2003年，朱銘獲輔仁大學頒發名譽藝術博士學位。輔仁大學鑒於朱銘對藝術追求與社會關懷的執著，並肯定其於成名後致力實踐「種活藝術的種子」之理念，頒授該校首位榮譽藝術博士予朱銘，以示尊崇。來自學界的肯定之外，2004年獲得行政院文化獎，為台灣對文化界人士所頒發的最高榮譽獎項，藉以表彰對文化維護與發揚有特殊貢獻人士之尊崇，為終身成就獎。
2011年12月14日，朱銘曾到香港中文大學發表題為「藝術即修行」的演講，向聽眾分享創作安放於中大本部大學圖書館正門前方的〈仲門〉（俗稱「烽火台」）的故事和經歷，並闡述他的藝術和創作理念，強調修行的重要。翌日，朱銘獲中大頒授榮譽文學博士學位，以表揚其對發揚藝術和文化傳承的傑出貢獻。
2019年，朱銘獲中華文化總會頒發第十屆總統文化獎「文化耕耘獎」。
海外榮譽獎項，繼2000年「東京創新大賞海外賞」，朱銘於2002年獲日本岐阜縣美術館第二回「円空賞」、2007年獲日本頒授第18屆福岡「亞洲文化獎—藝術 ‧ 文化獎」、2018年獲亞洲協會於香港頒予第六屆「亞洲藝術創變者大獎」。2021年，朱銘獲香港Tatler雜誌選為「亞洲最具影響力文化人士」之一。

### 逝世
2023年4月22日晚上，朱銘輕生逝於台北住家，享壽85歲。文化部與朱銘文教基金會發表聲明與悼詞，文化部悼詞稱朱銘作品呈現豐沛生命力，帶領台灣走向世界，在全世界許多重要城市中都有其作品，藝術成就獲得各界肯定，為世界級的台灣藝術家。總統府、行政院長陳建仁、民進黨、國民黨主席朱立倫，以及安放朱銘著名作品〈仲門〉並曾頒授榮譽文學博士學位予朱銘的香港中文大學均發表聲明悼念。
2023年5月15日，總統蔡英文頒發褒揚令，全文如下：

　　雕塑藝術家朱銘，本名朱川泰，骨直果毅，韻宇淵弘。少歲投師研習木雕，潛脩雕繪刻畫奇技，爰獲第二十二屆全省美展雕塑部第三名，啼聲初試，頭角嶄然。洎受業於雕塑名家楊英風，稟承簡約質樸線條，體現減法設計幽意；縷解構形涵義要旨，探尋多元媒材應用；肇啟跨域創作空間，張拓宏觀賞析視野，匠石斫鼻，覃思求新；囊錐露穎，獨樹一格。旋赴海外策展，遍及日、美、英、法暨東南亞諸國，尤以「太極」、「人間」系列稱頌，融匯西洋現代雕塑，撒播東方固有工巧，窮靈盡妙，譽滿寰中。嗣籌設財團法人朱銘文教基金會暨朱銘美術館，復捐贈作品逾二千五百件，踐履「種活藝術種子」深衷，充沛國人知性源泉，夙心往志，襟抱丕展。曾獲輔仁大學名譽藝術博士學位、第二十四屆行政院文化獎、第十八屆福岡亞洲文化獎「藝術•文化獎」、第十屆總統文化獎－文化耕耘獎等殊榮。綜其生平，盡瘁鄉土文化薪傳盛業，扢揚臺灣藝術美學精微，茂績僉望，奕世流詠。遽聞溘然殂謝，軫悼良殷，應予明令褒揚，用示政府崇念耆賢之至意。
總　　　統　蔡英文　　　　
行政院院長　陳建仁　　　　

## 作品
放眼全球，在香港、新加坡、日本、南韓、英國、法國、盧森堡、比利時、瑞士、美國、加拿大等地的城市公共藝術，都有朱銘作品的蹤跡。其中如香港中文大學的地標〈仲門〉（Gate of Wisdom）、香港中國銀行大廈前〈太極系列—和諧共處〉、香港交易廣場〈太極系列—單鞭下勢〉都已成為香港居民的共同記憶；新加坡國立博物院前〈歡樂人間〉等作品是1987年新加坡民眾主動發起群募購藏捐贈；除香港中文大學外，英國牛津大學、英國劍橋大學、美國堪薩斯大學、中國廣東汕頭大學等知名學府也都典藏朱銘作品；芝加哥朗廷酒店前〈人間系列—紳士〉、瑞士洛桑奧林匹克公園〈太極系列—單鞭下勢〉等作品，也都是城市風景的亮點。

台灣多處公共空間皆可欣賞到朱銘作品，包括中央研究院、國立台灣大學、天主教輔仁大學、國立台灣海洋大學、國立中央大學、中央警察大學、花蓮慈濟大學等文教機構；台北市立美術館、國立台灣美術館、高雄市立美術館等北中南美術館皆典藏朱銘作品；國立傳統藝術中心、新竹科學園區、臺北榮民總醫院、板橋府中捷運站前廣場、頂溪捷運站月台等公共空間，以及朱銘的故鄉苗栗縣政府、通霄鎮公所、通霄國小，都可見到朱銘的景觀雕塑作品。

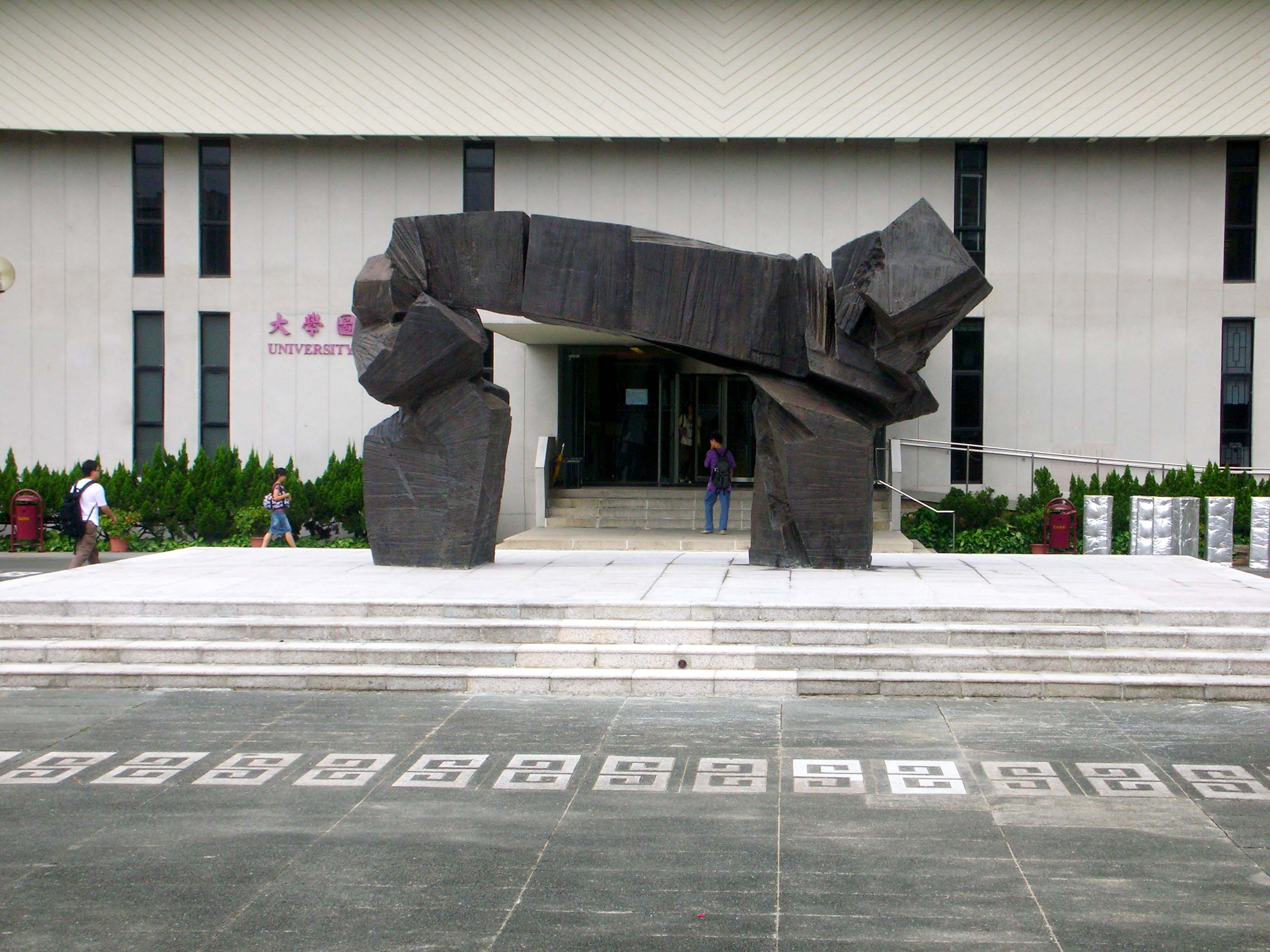
〈仲門〉是香港中文大學重要地標。
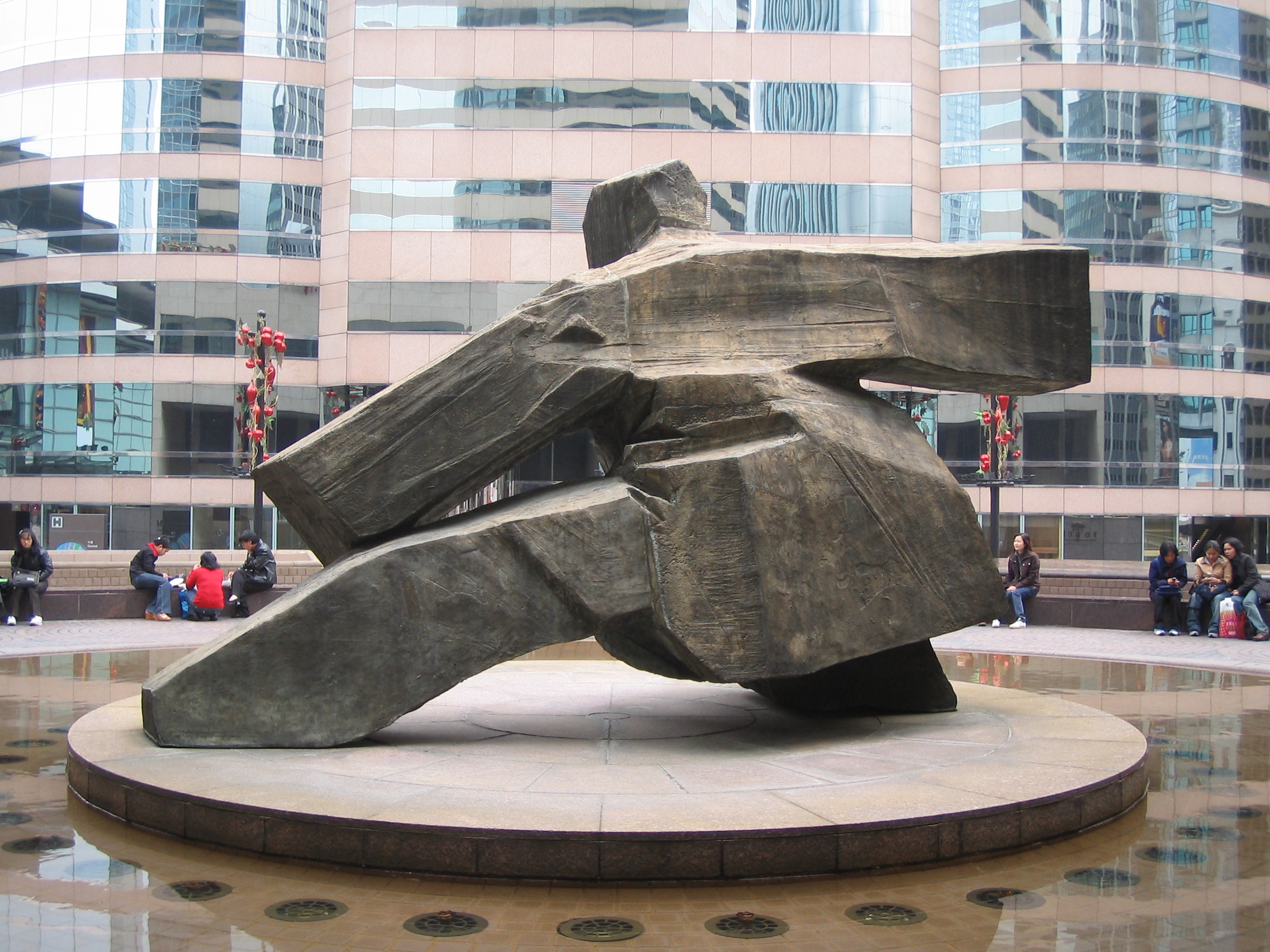
安放於香港交易廣場內的朱銘雕塑作品〈太極系列—單鞭下勢〉。
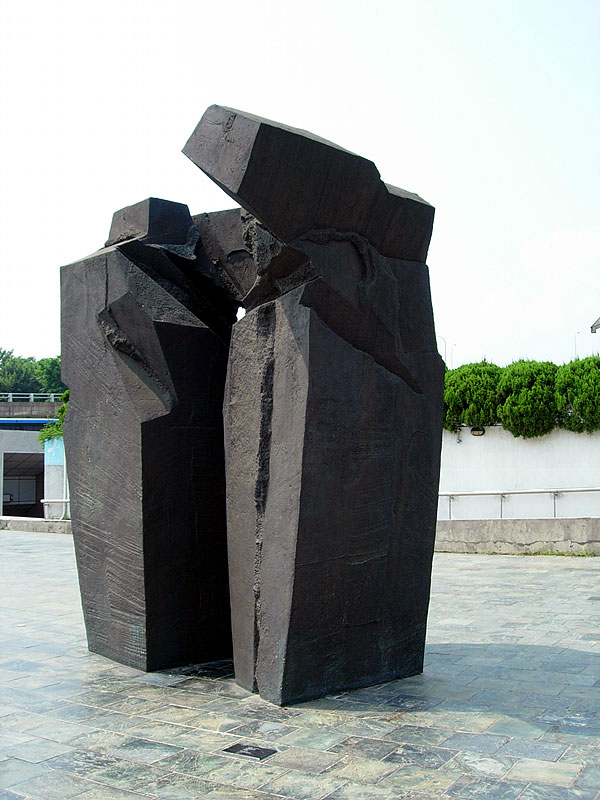
臺北市立美術館典藏的朱銘雕塑作品〈太極系列—太極拱門〉，創作於2000年。

## 外部連結
- 朱銘美術館 （页面存档备份，存于）
- 傑出華人系列：「國際雕塑大師」朱銘 （页面存档备份，存于）
- 朱銘美學觀：藝術即修行 （页面存档备份，存于）
- Ju Ming Taichi series sculptures at Buschlen Mowatt gallery （页面存档备份，存于）
- Ju Ming Living World series sculptures at the Singapore Art Museum (2004)
- Ju Ming at Alisan Gallery (Hong Kong)
- Chinese Tradition and Modernity in Metal Sculpture （页面存档备份，存于）
- ArtNet article on Ju Ming, with list of exhibitions. （页面存档备份，存于）
- ThingsAsian article on Ju Ming （页面存档备份，存于）
- Solo exhibition of Ju Ming's Living World series: White Painted Sculptures and Collages Painting 17.11.2008 - 06.12.2008 (Singapore)